# Raymond Devos
Raymond Devos  fue un humorista franco-belga, nació el 9 de noviembre de 1922 en Mouscron en Bélgica y murió el 15 de junio de 2006 en su casa en Saint-Rémy-lès-Chevreuse en el departamento francés de las Yvelines. Era famoso por sus juegos de palabras, sus cualidades de mimo, y sobre todo su gusto por las situaciones paradójicas y el humor sin sentido. En 1986 recibió el Gran premio del teatro de la Academia francesa, que se concede para distinguir la carrera dramática de un autor.

## Infancia
De niño, Raymond Devos soñaba con ser artista. Autodidacta, deseaba dominar la lengua francesa y la música, por la que sentía una fascinación particular. Sin embargo, el teatro también contaba entre sus expresiones artísticas predilectas. Comienza asimismo a asistir a un curso de teatro que se ve suspendido por la Segunda Guerra Mundial, durante la cual, Raymond Devos se ve deportado a Alemania. Lejos de resignarse, Devos organiza en el campo de trabajo obligatorio algunos espectáculos de improvisación, para mayor alegría de sus camaradas de desventura.
Una vez la Gran Guerra acabada, integra la Escuela de Mimo d'Etienne Ducroux en París, donde realiza sus primeros pinitos artísticos en un número a tres: "Les trois cousins" (los tres primos). Ardiendo en deseos de escribir sus propios textos, flirtea con el "one man show", donde da a conocer su maestría a la hora de jugar con las palabras y el lenguaje. Funambulista del lenguaje, malabarista de las palabras, insufla al francés una nota poética nada desdeñable, multiplicando sus apariciones en todas las salas de espectáculo dignas de tal mención, entre las que cabe destacar "l'Olympia" o "le Bobino" en París, acompañado siempre de su fiel pianista. Una de sus piezas más célebres y celebradas es "Le sens interdit" (A contramano), inspirada de su estancia en los campos de trabajo alemanes durante la Segunda Guerra Mundial o "Parler pour ne rien dire" (Hablar para no decir nada), un ejemplo de fineza y vértigo lingüístico.

## Algunas citas célebres de Raymond Devos
"Quand on s'est connus, ma femme et moi, on était tellement timides tous les deux qu'on n'osait pas se regarder. Maintenant, on ne peut plus se voir !(Cuando nos conocimos, mi mujer y yo, éramos ambos tan tímidos que no nos atrevíamos a mirarnos. Ahora, ¡no podemos ni vernos!), extraído del sketch "Ma femme""
"Il buvait toutes mes paroles, et comme je parlais beaucoup, à un moment, je le vois qui titubait... (Se bebía mis palabras y, como yo hablaba mucho, hubo un momento en que lo vi tambalearse... (extraído del sketch "Supporter l’imaginaire"
"Un croyant, c'est un antiseptique. (Un creyente, es un antiséptico [se pronuncia como antiescéptico]), extraído del sketch "Les antipodes"
"Monsieur, ce que j'admire en vous, c'est que vous avez le courage d'être vous-même; avec tout ce que cela comporte de ridicule ! (Señor, lo que admiro en usted es que tiene el valor de ser usted mismo, con todo lo ridículo que eso implica), extraído del sketch "Le sens du ridicule."
- Datos: Q686316
- Multimedia: Raymond Devos / Q686316